# Павел Дуров
Павел Валериевич Дуров (на руски: Па́вел Вале́рьевич Ду́ров) е руски предприемач, който става известен най-вече с основаването на социалната мрежа ВКонтакте и на месинджъра Telegram. След освобождаването му от длъжността изпълнителен директор на ВКонтакте през 2014 г., той започва да пътува из света като своеволен изгнаник и като гражданин на Сейнт Китс и Невис. През 2017 г. се присъединява към Световния икономически форум, представлявайки Финландия.

## Биография
Дуров е роден на 10 октомври 1984 г. в Ленинград (днес Санкт Петербург), СССР, но прекарва по-голямата част от детските си години в Торино, Италия, където работи баща му, Валерий Дуров (доктор на филологическите науки). Там той завършва основното си образование, а след като се връща в Санкт Петербург през 2001 г., започва да учи в гимназия. През 2006 г. завършва филология от Санктпетербургския държавен университет.
През 2006 г. основава ВКонтакте (VK) по подобие на Facebook. Заедно с брат си Николай, който е програмист, двамата създават уебсайта, а компанията нараства на стойност до 3 милиарда долара.
През 2011 г. влиза в конфликт с полицията на Санкт Петербург, когато правителството настоява да се премахнат страниците на политическата опозиция след парламентарните избори в Русия същата година. През 2012 г. Дуров публикува своя снимка, на която показва среден пръст, определяйки я като официалния си отговор на усилията на Mail.ru да купят VK. През декември 2013 г. е притиснат да продаде 12% от акциите си във VK на Иван Таврин, собственика на Mail.ru, който впоследствие ги продава на Mail.ru, като по този начин Mail.ru получава мажоритарен дял от 52% от VK. През 2014 г. Mail.ru купува всичките останали акции, ставайки единствен собственик на VK.

### Отстраняване от ВКонтакте
На 1 април 2014 г. Дуров подава оставката си пред борда на компанията. Първоначално ходът му е приет като свързан с политическата криза в Украйна, избухнала през февруари същата година, но след два дни Дуров обяснява, че това е било първоаприлска шега.
На 16 април 2014 г. Дуров публично отказва да предаде данните на украинските протестиращи на органите на реда на Русия и да блокира профила на Алексей Навални във ВКонтакте. Вместо това, той публикува въпросната заповед от собствения си профил, твърдейки че тя е против закона.
На 21 април 2014 г. Дуров е освободен от длъжността на главен изпълнителен директор на ВКонтакте. Компанията прави изявление, че просто е удовлетворила оставката му от по-рано, която той така и не е изтеглил. В отговор, Дуров заявява, че компанията е била на практика завзета от съюзниците на Владимир Путин, предполагайки, че изгонването му е вследствие както на отказа му да предаде личните данни на потребителите на Федералната служба за сигурност, така и на отказа му да предаде личните данни на хората, членували в групата, посветена на протестното движение Евромайдан в социалната мрежа. След това Дуров напуска Русия, обявявайки, че не планира да се върне отново и че държавата към момента е несъвместима с интернет бизнеса.

### Емигриране
След като напуска Русия, Дуров придобива гражданство от Сейнт Китс и Невис, след като дарява 250 000 долара на Фондацията за разнообразяване на захарната индустрия в страната и си подсигурява 300 млн. долара швейцарски банки. Това му позволява да се съсредоточи върху създаването на следващата си компания – Telegram, която първоначално се намира в Берлин и се занимава с осигуряването на услуга за обмен на криптирани съобщения.

## Лични възгледи и образ
Дуров се самоопределя като либертарианец и вегетарианец. През 2012 г. публикува свой манифест, в който описва идеите си за подобряване на ситуацията в Русия. За 27-ия си рожден ден през 2011 г. дарява един милион долара на Фондация Уикимедия.
Дуров често е наричан Марк Зукърбърг на Русия. През 2014 г. е обявен за най-обещаващия северноевропейски лидер под 30-годишна възраст. На 21 юни 2018 г. Съюзът на журналистите на Казахстан го награждават „за принципната му позиция срещу цензурата и вмешателството на държавата в свободната онлайн кореспонденция на гражданите“.